# Schladen
Schladen is een ortsteil van de Duitse gemeente Schladen-Werla in de deelstaat Nedersaksen. Het dorp is bestuurszetel van de gemeente.

## Geografie
Het dorp ligt zuidzuidoostelijk van het Oderwald in het noordelijke Harzvoorgebergte tussen de stad Wolfenbüttel in het noorden en Vienenburg in het zuiden. Ten zuidwesten van Schladen ligt Goslar en ten zuiden Bad Harzburg. Schladen wordt in zuid-noordrichting door de rivier Oker doorsneden.

## Geschiedenis
Schladen werd voor het eerst in 1154 oorkondelijk als Schladheim (nederzetting in het moeras) genoemd. De oude dorpskern werd door een dubbele greppel beschermd. De oostelijke grens werd door de Wedde gevormd.
Op 1 maart 1974 werd Schladen in een uitruil tegen Bad Harzburg onderdeel van de Landkreis Wolfenbüttel. Samen met de stad Hornburg en de gemeenten Gielde en Werlaburgdorf ontstond de Samtgemeinde Schladen. Tot de gemeente Schladen behoorden de ortsteile Schladen, Beuchte, Isingerode en Wehre. Op 1 november 2013 verloor Schladen haar zelfstandigheid als gemeente en werd de Samtgemeinde in de eenheidsgemeente Schladen-Werla omgevormd.

## Geboren in Schladen
- Leo von Klenze 1784-1864), neoclassicistisch architect, schilder en schrijver

- Gemeinsame Normdatei: 4052574-0
- Library of Congress Control Number: n78018398
- Nationale Bibliotheek van Israël: 987007561964005171
- Virtual International Authority File: 150074309